# Seegubel

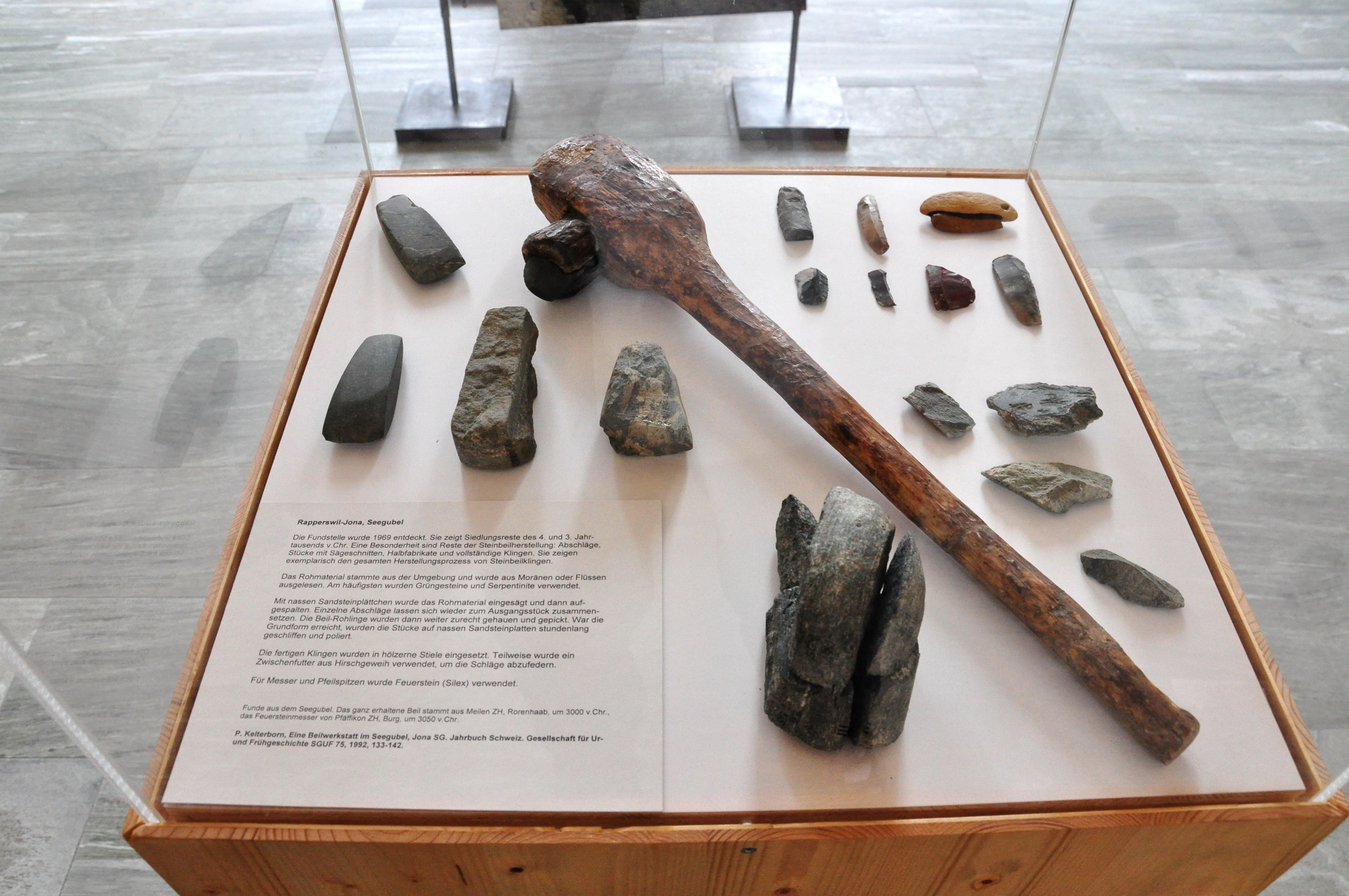
Funde, die die Herstellung von Steinwerkzeugen in der Siedlung Seegubel veranschaulichen. Zwei Objekte, darunter das geschäftete Steinbeil, stammen von anderen Fundstellen.

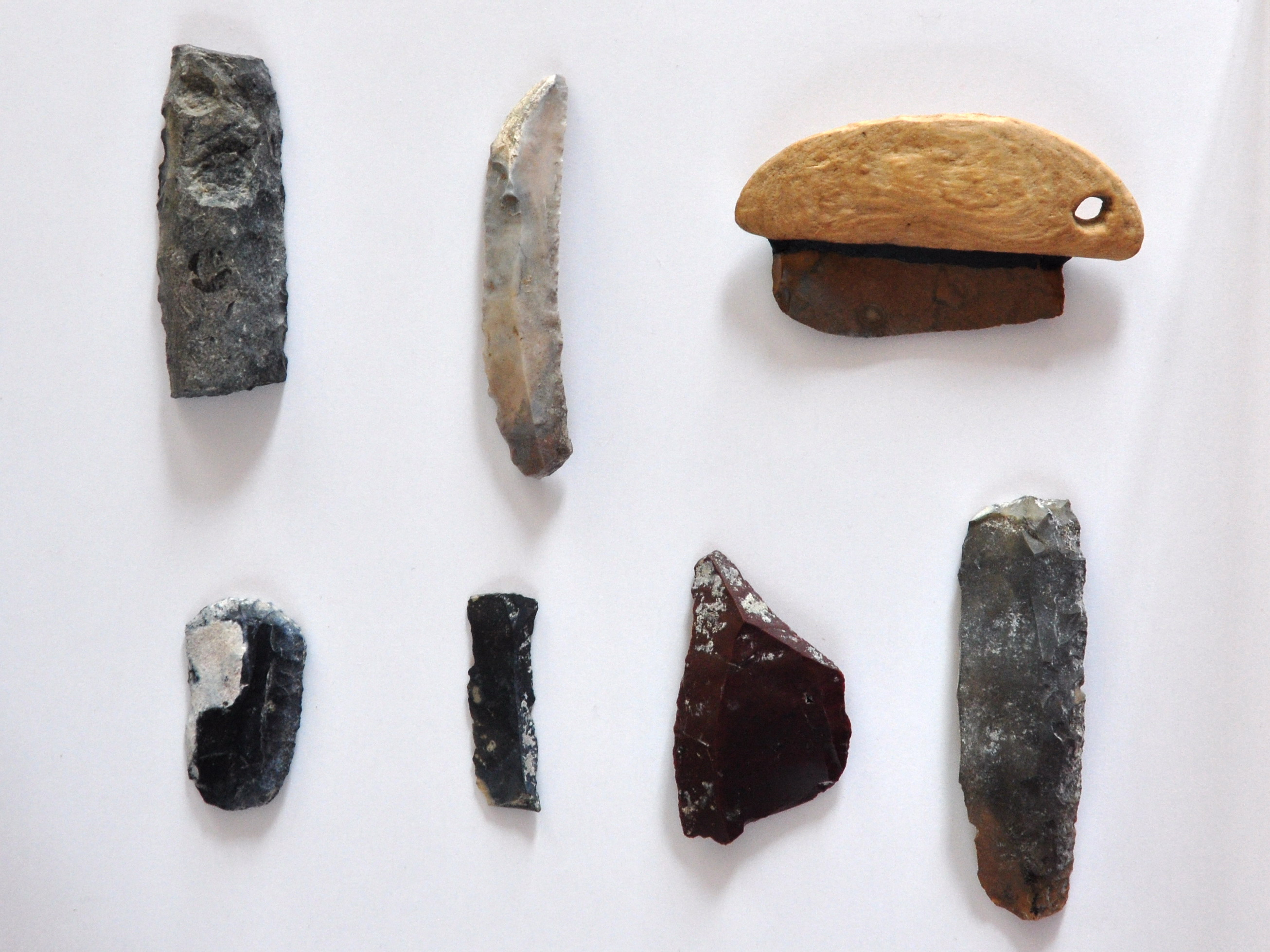
Bildausschnitt: Messer und Steinklingen

Seegubel ist eine archäologische Fundstelle im Zürichsee auf dem Gebiet der Gemeinde Rapperswil-Jona im Kanton St. Gallen in der Schweiz. Hier wurden Reste von Pfahlbauten und Steinwerkzeuge gefunden. 

## Lage
Die Fundstelle Seegubel ist eine ungefähr rechteckige Zone am Ufer des Zürichsees in Rapperswil-Jona, Ortsteil Kempraten. Sie ist in Ost-West-Richtung entlang des Seeufers etwa 200 Meter lang und in Nord-Süd-Richtung, auf den See hinausreichend, etwa 100 Meter breit.
Rund 150 Meter weiter östlich endet die kleine Strasse Seegubel, die von der Zürcherstrasse zum See hin abzweigt. Rund 400 Meter weiter westlich beginnt die grössere, an einer kleinen Bucht liegende archäologische Fundstelle Feldbach. Die viel grössere Fundstelle Centum Prata umgibt auf der Landseite vollständig die Fundstelle Seegubel.

## Befund
Die Fundstelle mit Siedlungsresten aus dem 4. bis 3. Jahrtausend v. Chr. wurde im Jahr 1969 entdeckt. Als bemerkenswert gelten die Überreste der Steinbeilherstellung, darunter Abschläge, Stücke mit Sägeschnitten, Halbfabrikate und fertige Klingen, die den Herstellungsprozess aufzeigen. Zu den häufigsten Materialien gehören Grüngesteine und Serpentinite sowie Feuersteine für Messer und Pfeilspitzen.
Im Schweizerischen Inventar der Kulturgüter von nationaler Bedeutung ist die Fundstelle Seegubel als Klasse-B-Objekt aufgeführt.